# Чезарини, Алессандро (младший)
Алессандро Чезарини младший (итал. Alessandro Cesarini, iuniore; 1592, Рим, Папская область — 25 января 1644, там же) — итальянский куриальный кардинал. Епископ Витербо и Тускании с 14 мая 1636 по 13 сентября 1638. Кардинал-дьякон с 30 августа 1627, с титулярной диаконией Санта-Мария-ин-Домника с 6 октября 1627 по 6 сентября 1632. Кардинал-дьякон с титулярной диаконией Санти-Козма-э-Дамиано с 6 сентября 1632 по 9 февраля 1637. Кардинал-дьякон с титулярной диаконией Санта-Мария-ин-Козмедин с 9 февраля 1637 по 28 июля 1638. Кардинал-дьякон с титулярной диаконией Сант-Эустакьо с 28 июля 1638 по 25 января 1644.